# Península de Heracles
La península de Heracles (en ruso: Гераклейский полуостров; en ucraniano: Гераклейський півострів) es un promontorio triangular en el mar Negro en la parte suroeste de la península de Crimea. Se distingue por su límite norte en la bahía de Sebastopol (continuando por el río Chorna) y su borde oriental de la bahía de Balaklava (incluyendo el valle de Balaklava). La mayor parte de la península está fuertemente urbanizada y ocupa la ciudad de Sebastopol. 
El nombre que recuerda a Heracles, un héroe divino de la antigua Grecia, de hecho deriva de Heraclea Pontica, otra antigua ciudad griega (hoy Karadeniz Ereğli según la variante turca). En el siglo VI a. C.,  los colonos griegos fundaron aquí la legendaria ciudad de Quersoneso de la que hasta hoy se pueden encontrar ruinas en Sebastopol.